# Wełetniwka
Wełetniwka (ukr. Велетнівка) – wieś na Ukrainie, w obwodzie chersońskim, w rejonie heniczeskim, w hromadzie Heniczesk. W 2001 liczyła 353 mieszkańców, spośród których 290 wskazało jako ojczysty język ukraiński, a 63 rosyjski.